# 芝中学校・高等学校
芝中学校・高等学校（しばちゅうがっこう・こうとうがっこう）は、東京都港区芝公園に所在し、中高一貫教育を提供する私立男子中学校・高等学校。
高等学校において、生徒を募集しない完全中高一貫校。

## 概要
江戸時代初頭に成立した浄土宗増上寺の教育機関が淵源であり、1887年（明治20年）に前身である浄土宗学東京支校が設置され、1906年（明治39年）に組織を改め芝中学校として設立された。
周辺は芝公園に隣接した緑豊かな環境だが、愛宕グリーンヒルズなどのオフィス街や、増上寺や東京タワーなどの観光地も位置している。また、正門斜向かいには駐日オランダ大使館があり、定期的に交流がある。

## 校風
真理を拠り所とし、自らの力により自己を治めることを説く校訓『遵法自治』の下に、自由で伸びやかな校風を特徴としている。学校は仏教主義に基づく豊かな人格の養成の場として位置付けられており、全ての生徒の個性や自主性が尊重され、生徒は「法律を犯さない」「他人に迷惑をかけない」「他人に不快感を与えない」範囲で自由に行動することができる。この校風は「芝温泉」と呼ばれることがある。
また、芝は家族主義の学校であり、生徒、教員、OB、保護者は全て芝学園という中の家族であって、互いに愛し合い支えあって生きて行くという考え方が根底に流れている。したがって、特に学校は生徒を如何なる場合でも大切にし、守って行かなければならないという姿勢がある。

### 浄土宗教育
毎年4月に全校で増上寺へ御忌参拝（ぎょきさんぱい）を行う。また、法然上人の命日である毎年1月25日には「大宗祖日」を執り行い、それまでの1年間に亡くなった芝学園関係者の法要と宗教行事を行う。芝学園の生徒手帳にも、法然上人が詠んだ宗歌「月影」が掲載されている。
月影のいたらぬ里はなけれども
ながむる人の心にぞすむ
また、増上寺とのかかわりは校歌でも「三縁山（増上寺の山号）内伽藍の後……芝学園の甍（いらか）は高し」と歌われている。

## 沿革
- 13世紀頃 - 芝学園の源流である関東十八檀林を浄土宗が設立[7][8]。
- 江戸時代初頭 - 増上寺内に僧侶養成と徒弟教育の機関として整備される[2][3]。
- 1683年（天和3年）- 浄徳院（徳川綱吉子・徳松）の別当として、芝学園の母体となった「岳蓮社」が増上寺境内に創立される[9][10]。

- 1868年（明治元年） - 宗学校として再編が始まる[11]。
- 1887年（明治20年）- 浄土宗学東京支校として設置。
- 1898年（明治31年）- 浄土宗第一教区宗学校に校名を改称。
- 1906年（明治39年）3月 - 芝中学校（旧制中学校）として設立。初代校長に松濤賢定就任。
- 1907年（明治40年）3月 - 第1回生33名が卒業する。第2代校長に荻原雲来就任。
- 1910年（明治43年）7月 - 校旗・校歌制定。
- 1911年（明治44年）- 第3代校長に渡邊海旭就任。
- 1916年（大正5年）
  - 2月 - 校舎が全焼する。この際に校旗も燃えてしまったため、生徒からの募金で新校旗が調製される（平成まで使用された）。
  - 10月 - 浄土宗の学制改革により宗学校部門を廃止。
- 1918年（大正7年）3月 - 校舎（3階建）竣工。
- 1919年（大正8年）3月 - 講堂竣工。
- 1925年（大正14年）- 軍事教育訓練が始まる。
- 1931年（昭和6年）3月 - 武道場新設。
- 1933年（昭和8年）1月 - 校長渡辺海旭、病気のため急逝。
- 1934年（昭和9年）7月 - 千葉県竹岡に臨海寮開設。
- 1939年（昭和14年）- 校庭拡張。
- 1945年（昭和20年）3月 - 戦災により校舎が全焼。麻布中学校・芝商業学校の教室借用。第39回生・第40回生が同時に卒業する。
- 1948年（昭和23年）
  - 3月 - 旧制中学校として最後の第43回生が卒業する。
  - 4月 - 学制改革により新制中学校・高等学校に改組される。
  - 6月 - 復興祭開催。
  - 10月 - PTA創設。
- 1951年（昭和26年） - 学校法人芝学園を設立する。
- 1952年（昭和27年）3月 - 校舎増築（旧校舎）、校庭拡張。
- 1953年（昭和28年）4月 - 生徒会設置、校庭拡張。
- 1960年（昭和35年）5月 - 校庭拡張。
- 1965年（昭和40年）7月 - 水泳プール竣工。
- 1966年（昭和41年）10月 - 現講堂竣工。
- 1973年（昭和48年）6月 - プール跡地に現体育館が竣工。
- 1981年（昭和56年） - 校庭が全天候型ウレタン舗装となる。
- 1982年（昭和57年） - 高校入試廃止。
- 1991年（平成3年） - 高校生の白鞄着用が自由化される。千葉県竹岡臨海寮が消防署の警告により建て替えられる。
- 1992年（平成4年）4月 - 全館冷房化される。
- 1998年（平成10年）4月 - 現校舎竣工。ニュージーランド研修が初めて実施される。
- 1999年（平成11年）3月 - 芸術棟竣工。
- 2002年（平成14年） - 中学生の制帽着用が自由化される。
- 2013年（平成25年）8月 - 全天候型校庭改修工事が完了する。
- 2016年（平成28年）9月 - 「芝ミュージアム」が開設される。
- 2022年（令和4年）
  - 3月 - 千葉県竹岡の臨海寮閉寮。
  - 4月 - 中学生の白鞄の着用が自由化される。

## 交通アクセス
出典 : 
| 路線名                                | 最寄り駅                    | 出口     | 徒歩所要時間 |
| ------------------------------------- | --------------------------- | -------- | ------------ |
| 東京メトロ日比谷線                    | 神谷町駅                    | 3番      | 5分          |
| 東京メトロ日比谷線・ 東京メトロ銀座線 | 虎ノ門ヒルズ駅 （虎ノ門駅） | 2a出口   | 8分          |
| 東京メトロ千代田線                    | 六本木一丁目駅              | 2番出口  | 6分          |
| 都営地下鉄三田線                      | 御成門駅                    | A5       | 7分          |
| 都営地下鉄大江戸線                    | 赤羽橋駅                    | 赤羽橋口 | 10分         |
| 都営地下鉄大江戸線                    | 大門駅                      | A6       | 15分         |
| JR山手線                              | 浜松町駅                    | 北口     | 18分         |

## 象徴

### 制服
制服は金ボタン5個の黒学ラン（標準型学生服）。以前には制帽（学帽）も制定されていた。また、中学生には学校指定の白い布製の肩掛け鞄の着用が義務付けられているが、成長期におけるショルダーバッグ（肩掛け）の過度な使用は脊椎側彎症を引き起こす恐れがあるなどの生徒からの指摘を受け、高校生のみ2020年度からリュックサックが使用可能となった（ただし、黒や紺のものに限る）。また、夏休み期間は略装としてリュックサックが使える期間がある。2022年度からは上記の理由や、白カバンの工房の後継者問題など諸事情により、全学年リュック登校が可能となった。
制服の冬服は、中学生は右襟に学年、左襟にクラスの記号のバッジを付ける。高校生は左襟に学年により地の色が違う「Shiba」のバッジを付ける（1年生が赤、2年生が緑、3年生が青）。そのほか、学級の三幹事（学級委員に相当する）は桜のバッジを付ける。放送委員・図書委員もバッジを付ける。夏服は、ワイシャツに、中学生はグレー、高校生は黒のズボンとなる。2023年度以降の入学生は紺または白のポロシャツの着用が義務となった。
戦時中は、制服の色が国防色になったり、国民服に近い折り襟型になったこともあった。

#### 体操服
体操服は入学時に各学年で、青、緑、紺のどれかの地色のものを購入し、6年間その色は変わらない。つまり、中1と高1（2025年度：紺）、中2と高2（2025年度：青）、中3と高3（2025年度：緑）が同じ色となる。※2007年度より、30年以上続いた体操着が廃止となり、ミズノ製になった。新中1は全員が新ジャージとなるが、その他の学年の生徒は自由に購入とされる。

### 校歌
1910年（明治43年）に、作詞：杉田省三、作曲：島内英雄、補作：芳賀矢一により制作された。

## 施設
校舎本館
校舎本館は地上8階・地下1階建てで、地下1階から地上6階までが吹き抜けになっており、普通教室や各実験室、技術室、図書室などが入っている。また、各階に赤エレベーター・青エレベーターが設置されて、縦長の校舎において、移動の便の役を果たしている。階段も傍のエレベーター色に対応して赤階段、青階段と呼ばれる階段がある他、2 - 7階で各学年E組隣（1階は体育館前、8階は第2生物室を通る）に非常階段が設置されている。
芸術棟
芸術棟は地上2階・地下1階建てで、校舎本館とは地下通路で接続している。地上階は美術室と音楽室があり、地下1階には売店がある。
体育館
地上2階建てで、1階は剣道場と柔道場、2階は屋内運動場（アリーナ）となっている。
講堂
地上3階建てで、最大収容人数は1500人。1966年（昭和41年）に竣工され、2010年（平成22年）に全面改修された際に第21回BELCA賞（ベストリフォーム部門）を受賞した。

## 学校行事
学園祭
例年9月の第2土曜日・日曜日の2日間にわたって、秋の学園祭シーズンのトップバッターとして開催され、関東の高校の学園祭におけるベンチマーク的存在である。例年、来場者数は1万5000人に上る。
大運動会
紅組・白組・黄組・青組に分かれて、競技を行う得点制。
毎年5月のゴールデンウィーク期間直前にとしまえんにて開催されていた。これは校舎が東京タワーの真下にあり、周囲にオランダ大使館をはじめとする在外公館が立ち並んでいるという極めて特殊な立地条件のため、校庭が狭く、保護者などの見学スペースがないばかりか、競技進行のスペースにも事欠くという止むを得ない事情によるものである。2005年には第50回記念大運動会が催された。また、2022年は東京体育館で開催された。そして、2025年は、京王アリーナTOKYO（旧：武蔵の森総合スポーツプラザ）で開催された。

## 部活動・委員会
17の運動部、19の文化部、4の委員会が活動しており、8割以上の生徒が参加している。

### 運動系
- 硬式テニス部 - 2002年に新設
- ソフトテニス部
- バドミントン部
- 硬式野球部 - 2021年夏の甲子園 東東京大会で、初のベスト8入りを果たした。
- 軟式野球部
- スキー部
- 水泳部
- 卓球部
- サッカー部
- バスケット部
- バレーボール部
- 少林寺拳法部 - 何度かインターハイ出場を果たしている。
- 陸上競技部 - かつてはインターハイ出場選手を輩出していた。
- 剣道部
- 柔道部
- 山岳部
- ワンダーフォーゲル部 - 学期ごとに数回山登りを行う。

### 文化系
高いパフォーマンスや伝統、OB との堅い結束を誇る部活が多い。最近ではウェブサイトやTwitter、Instagramアカウントを持つ部活やOB会が増え始めた。
- 天文気象部 - 学園祭では部員自作のドームを使いプラネタリウムを披露する。1960年に理化部から分離した。生徒理化研究発表会にも度々参加。
- 理化部 - 学園祭では科学実験の実演を行い好評を博している。元々、技術工作部、天文気象部、生物部などと同じ部だった。生徒理化研究発表会にも度々参加。
- 生物部 - 毎年の学園祭で多岐にわたる生き物の展示を行っている。毎年、東京生物クラブ連盟主催の生物の集いに参加している。
- ギター部 - 全国1位をたびたび獲得している。現役生と OB の交流が深く演奏会の中には「OB合奏」と呼ばれるものも存在している。
- 吹奏楽部 - かつての音楽部。（2006年改名）自主運営をモットーに、座奏だけでなく、マーチングドリルにも力を入れている。毎年3月末に定期演奏会を行なっている。各行事で演奏する場面が多く見られる。
- 将棋部 - 麻布、桐朋に次ぐ強豪。伝統ある八中学リーグ（芝、麻布、桐朋、開成、早稲田、慶應義塾中等部、慶應義塾普通部、駒東）および関東高校リーグ（芝、麻布、桐朋、開成、武蔵、慶應義塾）で活躍中。
- デジタルテクノロジー部 -かつてのラジオ部。 CG作成、DTM、C言語によるプログラミングなどの他、DTMで作曲したり、パソコンの組み立てをしたりしている。
- 落語研究部 - 写真家、篠山紀信が部の基礎を形作ったとの伝説があり、学園祭では毎年好評を博している。毎年3月、港区立図書館にて海城中学・高等学校、学習院高等学校などとコラボし、さらに落語家の柳家風柳をお呼びしてティーンズ寄席というものを開催している

- 写真部 - 毎年、部員たちが撮った写真で春日利比古杯を校内で開催している。
- 考古学部
- 歴史部
- 美術部 - かつての絵画部
- 釣り研究部
- アカペラ部
- 料理部
- 弁論部 - 2008年に復活した。こども国会や仏教主義学校連盟主催の弁論大会等に参加している。
- 漫画研究部 - 2008年に同好会として復活。2013年、まんが甲子園決勝出場などの活躍を見せ、部に昇格した。
- 交通研究部 - 2014年新設。2018年に全国高校生地方鉄道交流会の企画部門で優勝した。
- 技術工作部 - 無線機班、Nゲージ班、機械班に分かれている。2022年まで、自動車班、鉄道班、船舶・飛行機班に分かれていた。5インチゲージのきかんしゃトーマスやエコランカーで有名。テレ東のアド街を含め、様々なメディアから取材を受けたことがある。鉄道班Nゲージは近年では鉄道模型コンテストに出場していた。金属加工ではフライス盤や旋盤、ボール盤、溶接機、木工ではパネルソー、コンプレッサ、その他にフォークリフト、3Dプリンター、CNC（コンピュータ数値制御）など様々な機械、設備が揃っている。顧問の不祥事により活動を休止していたが、2023年11月に再開。

### 委員会
- 生徒会
- 生徒会ボランティア
- 図書委員会
- 放送委員会
- 芝峯委員会

### 過去にあった部活＆同好会または現在活動休止中の部活
- 新聞部 - 北方謙三が所属していた部だが、3号で廃止になったという（ナツイチ2007より）。
- バルッチャ（バルーンアート）同好会 - バルーンアートによるボランティア活動を行っていた。また、学園祭にも一度参加していた。

## 同窓会組織

### 芝学園同窓会
芝中学校・高等学校の同窓会は「芝学園同窓会」と称し、「芝中同窓会」として1912年（大正元年）に結成された。旧制中学校時代から現在に至るまで、2万5千人を超える卒業生が会員となっている。
また、同窓会内には分会も多数存在し、卒業回別、部活動別、出身大学別、職種別等に組織されている。

### 同窓会大会
年に一度開催され、卒業回の垣根を越えて同窓生が一堂に会する。第1回大会は1967年（昭和42年）に開催された。大会内では、著名同窓生の講演会、ゲスト歌手の演奏会、福引抽選会など様々なイベントが催される。

### 歴代芝学園同窓会長[16]
- 初代：渡辺海旭（浄土宗学東京支校卒） - 第3代校長
- 第2代：中島正孝（2回生）- 第6代校長
- 第3代：川瀬専之介（5回生）
- 第4代：郡祐一（13回生）
- 第5代：梶浦英夫（21回生）- 元日本興業銀行（現みずほFG）副頭取[21]
- 第6代：中川順（31回生）
- 第7代：加納時男（48回生）
- 第8代：吉田弘正（51回生）- 元自治省（現総務省）事務次官[21]
- 第9代：佐藤行雄（53回生）
- 第10代：熊谷俊明（60回生）
- 第11代：吉田隆男（61回生）
- 第12代：澤井均（67回生）

## 著名な教職員・出身者

### 著名な教職員
校長
- 荻原雲来 - 第2代校長、僧侶、仏教学者、元大正大学教授
- 渡辺海旭 - 第3代校長　僧侶、社会事業家、元東洋大学教授
- 大村桂巌 - 第5代校長、教育者、第11代大正大学学長、元陸軍士官学校教授
- 松本徳明 - 第7代校長、仏教思想学者、ボン大学名誉教授、元報知新聞論説委員[22]

教員
- 田中一元 - 元教頭、教育者
- 植松寿樹 - 元国語科教諭、歌人
- 秦秀雄 - 元国語科教諭、美術評論家、数寄者
- 坊城俊民 - 元国語科教諭、国文学者
- 浅野三平 - 元国語科教諭、文学者、日本女子大学名誉教授
- 中村博保 - 元国語科教諭、日本文学研究者
- 奥村晃作 - 元社会科教諭、歌人
- 栃本武良 - 元理科教諭、生物学者
- 石上善應 - 元道徳教諭、仏教学者、大正大学名誉教授
- 藤田芳正 - 元体育科教諭、元プロサッカー選手
- 小田常胤 - 元柔道部師範、柔道家（講道館九段）

### 著名な出身者
国政
- 板垣守正 - 12回生、立憲民政党の政治家（板垣退助の孫）
- 郡祐一 - 13回生、元法務大臣・郵政大臣・自治庁長官（元参議院議員）
- 川崎秀二 - 23回生、元厚生大臣（元衆議院議員）
- 加納時男 - 48回生、元国土交通副大臣（元参議院議員）、元東京電力副社長
- 長浜博行 - 72回生、参議院議員（元参議院副議長・環境大臣・原子力防災担当大臣・衆議院議員）
- 井林辰憲 - 90回生、内閣府副大臣、衆議院議員
- 山村明嗣 - 90回生、元参議院議員

公人（国政以外）・法曹
- 鮎沢巌 - 7回生、元国際労働機関職員、元中央労働委員会事務局長
- 加瀬俊一 - 14回生中退、元国連大使（外交官）、元首相顧問
- 浅水鉄男 - 19回生、海軍軍人（五・一五事件の被告特別弁護人）
- 青木英五郎 - 21回生、元裁判官、弁護士
- 鈴木良一 - 46回生、元警察庁長官（警察官僚）
- 佐藤行雄 - 53回生、元国連大使（外交官）、元JIIA理事長
- 亀田郁夫 - 65回生、元千葉県鴨川市長
- 山本達夫 - 72回生、元防衛研究所長（防衛官僚）
- 読谷山洋司 - 77回生、宮崎県延岡市長（元総務官僚）
- 水野祐 - 弁護士、Arts and Law代表社員

財界
- 石井秀八 - 台湾の実業家
- 中川順 - 31回生、元テレビ東京社長、元日本民放連会長
- 藤沼基利 - 32回生、元積水化学工業社長
- 小坂哲瑯 - 45回生、元日比谷松本楼社長[21]
- 山口弘毅 - 50回生、元プリンスホテル社長、元コクド社長
- 岡田正昭 - 59回生、元アサヒ飲料社長[21]
- 新田和長 - 59回生、ファンハウス創設者・元社長、ドリーミュージック創設者・元社長
- 村上隆男 - 59回生、サッポロホールディングス相談役（元社長・会長）
- 河名秀郎 - 72回生、ナチュラル・ハーモニー代表
- 森田宏之 - 72回生、元日鉄ソリューションズ社長
- 石田誠 - 74回生、アップガレージ創業者、元社長
- 高城幸司 - 78回生、コンサルタント、著作家、株式会社セレブレイン社長

学界
- 柴田徳次郎 - 4回生、国士舘創設者、元国士舘大学学長
- 長谷川良信 - 4回生、淑徳大学創設者・初代学長
- 磯村英一 - 14回生、社会学者、東京都立大学名誉教授、元東洋大学学長
- 厨川文夫 - 19回生、英文学者、慶應義塾大学名誉教授
- 堀米庸三 - 24回生、西洋史学者、東京大学名誉教授
- 内野吾郎 - 26回生、国文学者、國學院大學名誉教授
- 鵜川昇 - 32回生、桐蔭学園設立者、元桐蔭横浜大学学長
- 土田将雄 - 34回生、国文学者、上智大学名誉教授・元学長
- 豊田耕作 - 35回生、元千葉工業大学理事長（元会長）
- 佐藤定幸 - 37回生、経済学者、一橋大学名誉教授
- 加藤寛 - 38回生、経済学者、慶應義塾大学名誉教授、元政府税制調査会長
- 飯島紀 - 39回生、古代オリエント学者
- 峰島旭雄 - 39回生、仏教学者、早稲田大学名誉教授、元芝学園理事長
- 伊東敬祐 - 49回生、地球物理学者、神戸大学名誉教授、初代公立はこだて未来大学学長
- 清水眞澄 - 53回生、仏像研究者、成城大学名誉教授・元学長
- 山崎憲治 - 61回生、人文地理学者、岩手大学教授
- 矢野裕児 - 経済学者、流通経済大学流通情報学部教授
- 大江裕一郎 - 73回生、医師、国立がん研究センター中央病院副院長
- 杉崎泰一郎 - 73回生、西洋史学者、中央大学教授
- 宮本正章 - 73回生、医師、日本医科大学教授
- 友部謙一 - 74回生、経済学者、一橋大学大学院経済学研究科教授
- 石川淳 - 75回生、経営学者、立教大学教授
- 伊東貴之 - 76回生、東洋学者、国際日本文化研究センター教授
- 阿部伸一 - 78回生、解剖学者（歯科医師）、日本歯科大学教授
- 竹内健 - 81回生、工学者、東京大学教授
- 奥田進一 - 83回生、法学者、拓殖大学教授
- 井上武史 - 84回生、経済学者、東洋大学教授
- 望月俊男 - 91回生、教育学者、専修大学准教授
- 斎藤幸平 - 101回生、哲学者、経済思想史学者、東京大学准教授

文学
- 南部修太郎 - 5回生、小説家、「三田文学」編集主任
- 阪本越郎 - 17回生、詩人、ドイツ文学者、元お茶の水女子大学教授
- 中島斌雄 - 20回生、俳人、国文学者、日本女子大学名誉教授
- 岡田喜秋 ‒ 37回生、紀行作家、月刊誌「旅」編集長
- 吉川良 - 50回生、作家（すばる文学賞、JRA賞馬事文化賞等受賞）
- 前田和男 - 60回生、翻訳家、ノンフィクション作家
- 北方謙三 - 61回生、小説家、直木三十五賞選考委員
- 佐山哲郎 - 61回生、文筆家、漫画原作者（「コクリコ坂から」原作者）
- 大松達知 - 84回生、歌人（若山牧水賞等受賞）

マスコミ・出版
- 浦松佐美太郎 - 13回生、ジャーナリスト、登山家
- 室伏哲郎 - 35回生、ジャーナリスト
- 松本秀夫 - 75回生、ニッポン放送アナウンサー[23]
- 竹田圭吾 - 78回生、ジャーナリスト、元「ニューズウィーク日本語版」編集長
- はんつ遠藤 - 80回生、フードジャーナリスト
- 渡辺憲司 - 86回生、NHKアナウンサー
- 戸部眞輔 - 96回生、NHKアナウンサー
- 箕輪厚介 ‒ 99回生、編集者、実業家
- 柴田将平 - 103回生、eスポーツキャスター
- 松苗竜太郎 - 103回生、元NHKアナウンサー

文化・芸術
- 不染鉄 - 4回生、日本画家
- 鈴木亜夫 - 6回生、洋画家
- 平林金吾 - 7回生、建築家（大阪府庁舎、名古屋市役所本庁舎等を設計）
- 多忠亮 - 8回生、作曲家、ヴァイオリン奏者（宵待草の作曲者）
- 堀野正雄 - 18回生、写真家
- 田中一村 - 20回生、日本画家
- 永井進 - 23回生、ピアニスト、元東京音楽学校・東京藝術大学教授
- 青山杉雨 - 24回生、書家、日本芸術院会員（文化功労者、文化勲章受章者）
- 吉田善彦 - 24回生、日本画家（日本芸術院恩賜賞等を受賞）
- 武田考玄 - 28回生、命理家・遁甲家
- 中島誠之助 - 51回生、古美術鑑定家（「開運！なんでも鑑定団」鑑定士）
- 丹羽勝海 - 52回生、声楽家（テノール）、元日本大学芸術学部教授
- 本阿弥光洲 - 53回生、刀剣研師（人間国宝）
- 篠山紀信 - 54回生、写真家（Santa Fe、ダブルファンタジー等の作品有）
- 善竹十郎 - 58回生、能楽師[24]
- 勝見洋一 - 63回生、美術鑑定家、料理評論家（サントリー学芸賞受賞)
- 樋口尚文 - 76回生、映画評論家、元電通社員
- 山本想太郎 - 80回生、建築家
- 髙橋一平 - 91回生、建築家（第35回吉岡賞等受賞）

芸能
- 笈川武夫 - 17回生、俳優
- 小沢栄太郎 - 20回生、俳優
- 児井英生 - 20回生、映画プロデューサー、映画監督、脚本家
- 今井正 - 23回生、映画監督（代表作に「青い山脈」）
- 田中明夫 - 38回生、俳優、声優
- 山内雅人 - 42回生、俳優、声優
- 吉沢京夫 - 42回生、演出家、俳優
- 亀石征一郎 - 52回生、俳優
- 寺本幸司 - 52回生、音楽プロデューサー、著作家、画家
- 鈴木ヒロミツ - 60回生、歌手
- 山口祐一郎 - 70回生、ミュージカル俳優
- 矢柴俊博 - 85回生、俳優

その他
- 横沢四郎 - 17回生、元プロ野球選手（東京セネタース）
- 加藤治郎 - 22回生、元将棋棋士、名誉九段
- 工藤元司郎 ‒ 57回生、元競輪選手
- 寺岡恒一 - 61回生、新左翼運動家、元連合赤軍中央委員
- 大谷徹奘 - 77回生、僧侶、薬師寺執事長

## 外部交流

### 兄弟校
東海中学校・高等学校（愛知県名古屋市）- 浄土宗教校を前身とする兄弟校であり、転校生の相互受け入れを行っている。

### 国際交流
以下の3か国にて1 - 2週間程度の海外研修を行っている。
- ニュージーランド研修 - 北島のロトルアにて現地学校に通いながらホームステイや現地交流を行う。
- カナダ研修 - ブリティッシュコロンビア州内陸部のペンティクトンにてホームステイや現地交流を行う。
- ベトナム研修 - ホーチミン南西のカイベー村にてホームステイや現地交流を行う。

### 大学
東京慈恵会医科大学 - 2021年より中高大連携に関する協定を締結しており、長期休暇中に生命科学や医療に関するゼミを開講している。